# Грачёв, Владимир Павлович
Владимир Павлович Грачёв (род. 10 мая 1935, Коровье, Челябинская область) — советский и российский скульптор-монументалист, педагог. Доцент кафедры монументально-декоративного искусства Новосибирской государственной архитектурно-художественной академии.

## Биография
Владимир Павлович Грачёв родился 10 мая 1935 года в селе Коровье Коровинского сельсовета Мишкинского района Челябинской области, ныне село входит в Мишкинский муниципальный округ Курганской области. В семье было четверо детей.
В семилетнем возрасте остался без родителей. С этого возраста и до окончания седьмого класса воспитывался в детском доме им. Н.К. Крупской в селе Коровье (1941—1951).
В 1951 году поступил и в 1955 году окончил Свердловское художественно-промышленное училище № 42 по специальности «лепщик архитектурных деталей». По распределению направлен на работу в Свердловское отделение Художественного фонда СССР. Первая работа — оформление Дворца Верх-Исетского завода. Параллельно работе учился в вечерней школе, где получил среднее образование.
В 1959 году поступил и в 1965 году окончил с отличием Ленинградское высшее художественно-промышленное училище им. В. И. Мухиной по специальности «монументально-декоративная скульптура».
В 1965—1970 годах работал в Свердловске.
Член Союза художников СССР с 1970 года.
С 1970 по 1984 год работал в городе Таганроге Ростовской области: с февраля по ноябрь 1972 года — главным художником в Управлении архитектуры г. Таганрога; с 1972 года — художник Таганрогского оформительского цеха Ростовского творческо-производственного комбината мастерских ХФ РСФСР.
В Таганроге в соавторстве с женой, скульптором Валентиной Митрофановной Грачёвой, создал ряд монументальный произведений: мемориал «Клятва юности», стелу в Петрушиной Балке, «Вечный огонь» в Парке культуры и отдыха им. Горького. По эскизам Грачёвых в 1970-х годах были выполнены великолепные литые решётки ограды городского парка, украсившие центральную улицу города.
В 1984 году, после смерти жены, перебрался в Новосибирск, где до 1986 года работал инженером-конструктором конструкторского отдела Института гидродинамики имени М. А. Лаврентьева СО АН СССР.
В 1991 году за созданную из льда скульптуру Ильи Муромца на Международном конкурсе ледовой скульптуры в Харбине Грачёв был удостоен Золотой медали и Первой премии.
С 1995 года преподает скульптуру на кафедре монументально-декоративного искусства Новосибирской государственной архитектурно-художественной академии. Доцент кафедры монументально-декоративного искусства НГАХА.
Живёт и работает в Новосибирске.

## Награды
- Золотая медаль и Первая премия на Международном конкурсе ледовой скульптуры (1991, Харбин, Китай).
- В 2002 году стал лауреатом премии Губернатора Новосибирской области в сфере культуры и искусства.

## Известные работы
- Памятник «Павшим за власть Советов», город Карпинск, Свердловская область, 1967 год[6]
- Памятник, посвященный Великой Отечественной войне, город Полевской, Свердловская область
- Конкурсный проект «Монумент 50-летию Советской власти» для Манежной площади Москвы,
- Оформление киноконцертного зала «Космос», гостиниц «Свердловск» и «Колос», город Свердловск (ныне Екатеринбург)
- Памятный знак «Шлагбаум» (совм. с В. Грачёвой). Таганрог, 1972[7].
- Памятник «Клятва юности» (совм. с В. Грачёвой). Таганрог, 1973 год[8][9].
- Портрет авиаконструктора Г. М. Бериева, 1975 год
- Скульптура «Икар», 1984 год
- Рельефы для новосибирского метро — станция «Красный проспект», 1986 год
- Памятник Михаилу Глинке. Новосибирск, 1998 год[10].
- Памятник Юрию Магалифу. Новосибирск, 2006 год[11].

## Семья
- Жена Грачёва, Валентина Митрофановна (23 сентября 1934, Таганрог — 30 августа 1984, Таганрог, Ростовская область), советский скульптор-монументалист.